# Caribeanella
Caribeanella es un género de foraminífero bentónico de la subfamilia Caribeanellinae, de la familia Planorbulinidae, de la superfamilia Planorbulinoidea, del suborden Rotaliina y del orden Rotaliida. Su especie tipo es Caribeanella polystoma. Su rango cronoestratigráfico abarca desde el Plioceno hasta la Actualidad.

## Clasificación
Caribeanella incluye a las siguientes especies:
- Caribeanella celsusraphes
- Caribeanella concavoformis
- Caribeanella depressa
- Caribeanella elatensis
- Caribeanella lenticuliniformis
- Caribeanella ogiensis
- Caribeanella philippinensis
- Caribeanella polystoma
- Caribeanella shimabarensis
- Caribeanella xuwenensis

Otras especies consideradas en Caribeanella son:
- Caribeanella christinae, de posición genérica incierta
- Caribeanella coudrayi, aceptado como Heterolepa coudrayi